# Ledi Utomo
Ledi Utomo (sinh ngày 13 tháng 6 năm 1983) là một cầu thủ bóng đá người Indonesia hiện tại thi đấu cho Persiba Balikpapan ở Indonesia Super League.

## Thống kê câu lạc bộ
| Câu lạc bộ              | Mùa giải | Super League | Super League | Premier Division | Premier Division | Piala Indonesia | Piala Indonesia | Tổng    | Tổng      |
| Câu lạc bộ              | Mùa giải | Số trận      | Bàn thắng    | Số trận          | Bàn thắng        | Số trận         | Bàn thắng       | Số trận | Bàn thắng |
| ----------------------- | -------- | ------------ | ------------ | ---------------- | ---------------- | --------------- | --------------- | ------- | --------- |
| Persitara North Jakarta | 2009-10  | 21           | 0            | -                | -                | 3               | 0               | 24      | 0         |
| PSMS Medan              | 2011-12  | 12           | 0            | -                | -                | -               | -               | 12      | 0         |
| Tổng                    | Tổng     | 33           | 0            | -                | -                | 3               | 0               | 36      | 0         |